# Lill Henriksgrundet
Lill Hendriksgrundet  is een Zweeds eiland behorend tot de Lule-archipel. Het eilandje maakt deel uit van het Rödkallens Natuurreservaat. Lill Hendriksgrundet ligt aan de noordpunt van Rödkallen. Het heeft geen oeververbinding en is onbebouwd.